# Maria Vigilante
Maria Vigilante, död efter år 1789, var en italiensk översättare och akademiker. 
Vigilante översatte Isaac Watts Knowledge of the Heavens and Earth Made Easy or the First Principles of Geography and Astronomy Explained (1726) till italienska. Den publicerades i Neapel av Gaetano Raimondi 1789 och dedicerades till drottningen, Maria Karolina av Österrike. I boken finns också tillägg och egna synpunkter av henne själv. Vigilante blev under sin samtid uppräknad på listor över berömda kvinnliga akademiker vid sidan av Eleonora Barbapiccola, Faustina Pignatelli, Eleonora de Fonseca Pimentel och Maria Ardinghelli, men inte mycket information finns bevarad om henne.  